# Club Deportivo Santa Marta
El Club Deportivo Santa Marta es un equipo de fútbol del municipio de Santa Marta (Badajoz) España. Fue fundado en 1970 y refundado en 2014 y actualmente juega en el Grupo 4 de la Primera División Extremeña.

## Desaparición y Refundación
El club desapareció en 2012, al final de la temporada y después de haber conseguido el ascenso a la Tercera división española. Su desaparición fue debida a la crisis económica que atravesaba el club y que en este caso no pudo afrontar.
Sin embargo, en 2014 el club consiguió su refundación y volvió a la Liga Regional Preferente de Extremadura, con una plantilla formada prácticamente en su totalidad por los jugadores del CD Santa Marta FS (Campeones de Extremadura). En la temporada 2015-16, el club logró de nuevo el ascenso a la Regional Preferente de Extremadura

## Legado
Las categorías inferiores del club siguen estando en funcionamiento: Juvenil "A", Cadete "A" ,Infantil "A", Alevín "A", Benjamín "A", Benjamín "B", Pre-benjamín "A", Pre-benjamín "B" y la creación del CD Santa Marta FS; club de la 3ª División que fue campeón de Extremadura de fútbol sala.

## Trayectoria
| Temporada         | División                   | Posición     |
| ----------------- | -------------------------- | ------------ |
| 1970/71 - 2003/04 | Preferente                 |              |
| 2004/05           | Preferente                 | 2º           |
| 2005/06           | 3ª                         | 20º          |
| 2006/07           | Preferente                 | 5º           |
| 2007/08           | Preferente                 | 1º           |
| 2008/09           | 3ª                         | 16º          |
| 2009/10           | 3ª                         | 17º          |
| 20014/15          | Regional                   | 4º           |
| 20015/16          | Regional                   | 2º (Ascenso) |
| 2016/17           | Primera División Extremeña | 14º          |
| 2017/18           | Primera División Extremeña | 11º          |
| 2018/19           | Primera División Extremeña | 6º           |
| 2019/20           | Primera División Extremeña | 9º           |
| 2020/21           | Primera División Extremeña | 9º           |
| 2021/22           | Primera División Extremeña | 9º           |
| 2022/23           | Primera División Extremeña | 8º           |
| 2023/24           | Primera División Extremeña | 4º           |